# 도쿄도도 제484호선

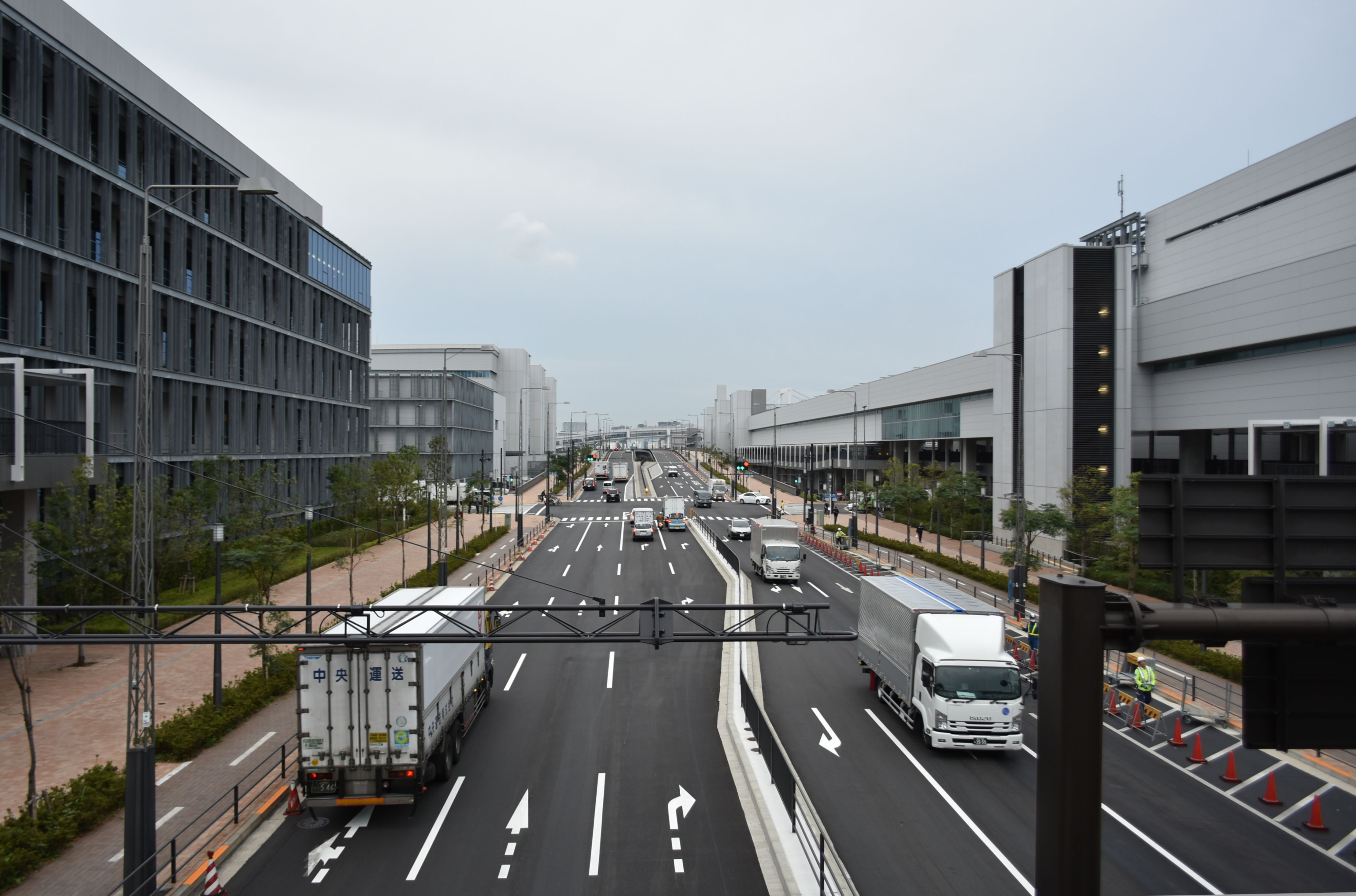
도요스 시장의 왼쪽 관리시설동의 우측을 보면, 수산 중개 거래용 매장으로 이용되고 있는 건물이다. (촬영일 : 2018년 10월 15일)

484번 도쿄도도(일본어: 東京都道484号豊洲有明線→도쿄도도 484호 도요스-아리아케선)는 도쿄도 고토구 도요스에서 아리아케까지 이어주는 도도부현도이자 고토구 관내를 이어주는 특례 도로이다. 그러나 이 도로는 도쿄도의 도도 번호 중에서 단독 노선으로는 가장 마지막 번호이다. 도쿄도도 중 485번 이후는 인접 현 지역과 병용되어 있기 때문에 단독 노선이 가장 마지막 번호로 부여되어 있는 특이사항이 있다. 다만 부분적으로 보면 도시계획도로 환상 2호선의 일부가 구성되어 있다.

## 노선 정보
- 총 연장 : 3.0 km
- 실제 연장 : 3.0 km
- 기점 : 도쿄도 고토구 도요스 2정목 (도요스 역앞 교차로)
- 종점 : 도쿄도 고토구 아리아케 3정목 (도쿄 국제전시장 앞 교차로)

## 노선 개황
- 통칭 : 통칭의 이름은 별도로 존재하지 않음.
- 교통량 : 1일 평균 27,320 대가 이 도로를 통행하게 됨.
- 다리 : 아리아케기타 교(일본어판)

## 지리
- 통과하는 지자체 : 도쿄도 고토구
- 교차하는 도로 : 아래와 같음
  - 국도 : 국도 제357호선
  - 도도 : 도쿄도도 제319호선, 도쿄도도 제304호선

### 접속 및 병행하는 철도
- 유리카모메 도쿄 임해 신교통 임해선 : 도요스 역에서 도쿄빅사이트 역까지 해당 도로와 병행하고 있음.
  - 해당 구간 : 도요스 역 - 신토요스 역 - 시조마에 역 - 아리아케테니스노모리 역 - 아리아케 역 - 도쿄빅사이트 역
- 도쿄 지하철 유라쿠초 선 : 도요스 역
- 도쿄 임해 고속철도 린카이 선 : 고쿠사이텐지조 역

## 주변에 있는 명소
- 도요스 시장
- 아리아케 콜로시엄
- 도쿄 빅 사이트
- 무사시노 대학(일본어판)